# Place Saint-Clément
La place Saint-Clément est une voie publique de la commune française de Rouen.

## Situation et accès
Elle est située dans le quartier Saint-Clément - Jardin-des-Plantes, sur la rive sud de la Seine.
Cinq rues rectilignes débouchent sur cette place. Depuis le nord et dans le sens anti-horaire (sens de circulation des véhicules) :
1. rue des Murs-Saint-Yon
2. rue Louis-Poterat
3. rue Saint-Julien
4. rue Lethuillier-Pinel
5. rue Jean-Mullot

## Origine du nom
La place a pris le nom de l'église Saint-Clément qui y est située.

## Historique
Cette place se trouve à l'emplacement de l'ancien cimetière Saint-Sever fermé le 2 juillet 1855 et supprimé en 1863.
La rue Lethuillier-Pinel est ouverte en 1885.
L'espace autour de l'église est aménagé en 1927,.
La place fait l'objet d'un réaménagement en 2007, entrainant la disparition de la vespasienne située entre la rue Lethuillier-Pinel et la rue Saint-Julien.
De nouveaux travaux d'aménagement sont lancés en novembre 2022.

## Bâtiments remarquables et lieux de mémoire
Sur cette place s'élèvent l'église Saint-Clément (1870-1872), due à l'architecte Eugène Barthélémy, et, depuis 1888, la fontaine Jean-Baptiste de La Salle due à l'architecte Édouard Deperthes, avec statue en bronze de Jean-Baptiste de La Salle, œuvre d'Alexandre Falguière (1875).
La place est bordée par les écoles élémentaires Pape-Carpentier et Jean-Mullot. On y trouve aussi un bureau de poste.